# Municipio de Pine Grove (condado de Schuylkill)
El municipio de Pine Grove (en inglés: Pine Grove Township) es un municipio ubicado en el condado de Schuylkill en el estado estadounidense de Pensilvania. En el año 2000 tenía una población de 3.930 habitantes y una densidad poblacional de 39 personas por km².

## Geografía
El municipio de Pine Grove se encuentra ubicado en las coordenadas 40°32′30″N 76°30′05″O / 40.54167, -76.50139.

## Demografía
Según la Oficina del Censo en 2000 los ingresos medios por hogar en la localidad eran de $38,933 y los ingresos medios por familia eran $42,813. Los hombres tenían unos ingresos medios de $32,478 frente a los $21,707 para las mujeres. La renta per cápita para la localidad era de $17,011. Alrededor del 6,5% de la población estaban por debajo del umbral de pobreza.